# Smokkelmolen
De Smokkelmolen (ook: Kleine Molen, Molen Withofs of Molen van Neerkanne) is een watermolen op de Jeker te Neerkanne in de Belgische provincie Limburg. Het is een onderslagmolen die fungeerde als korenmolen.

## Geschiedenis
Reeds vóór 1640 was hier sprake van een watermolen, maar de huidige molen is het resultaat van een herbouw in 1650. Het gebouw is opgetrokken uit witte mergelsteen. In 1960 werd de molen stilgelegd. In 1981 werd de molen tot beschermd monument en de omgeving tot beschermd dorpsgezicht verklaard. Van 2013 tot 2016 werd de molen gerestaureerd.
In het molenhuis bevindt zich een gevelsteen met een chronogram in de tekst:

aL Die reChVeerDIg is Van LeeVen zaL GoD hIer zYn zeegen geven en hier naar het eeWig LeeVen

De naam Smokkelmolen houdt verband met de ligging op korte afstand van de Belgisch-Nederlandse grens.
- Inventaris van het Bouwkundig Erfgoed (Vlaanderen): 36920